# 2 Coríntios 12
2 Coríntios 12 é o décimo-segundo capítulo da Segunda Epístola aos Coríntios, de autoria do Apóstolo Paulo, no Novo Testamento da Bíblia.

## Estrutura
A Tradução Brasileira da Bíblia organiza este capítulo da seguinte maneira:
- 2 Coríntios 12:1-10 - A visão celestial. O espinho na carne
- 2 Coríntios 12:11-13 - As credenciais de um apóstolo
- 2 Coríntios 12:14-18 - Paulo deseja visitá-los
- 2 Coríntios 12:19-21 - Paulo apela para o juiz de todos